# Arctische grondeekhoorn
De arctische grondeekhoorn (Urocitellus parryii) is een zoogdier uit de familie der eekhoorns (Sciuridae). De wetenschappelijke naam van de soort werd voor het eerst geldig gepubliceerd door John Richardson in 1825.
Hoewel het dier een planteneter is, werd ook vastgesteld dat ze soms op lemmingen jagen.

## Verspreiding en ondersoorten
De arctische grondeekhoorn komt voor in het noordwesten van Canada, Alaska en het noordoosten van Rusland.
De soort telt tien ondersoorten:
- Urocitellus parryii ablusus - Komt voor in Alaska ten zuiden van het Alaskagebergte en het Sewardschiereiland.[5]
- Urocitellus parryii kennicottii - Komt voor in arctisch Alaska.[5]
- Urocitellus parryii kodiacensis - Komt voor op het eiland Kodiak en de eilandengroep Semidi.[5]
- Urocitellus parryii leucostictus - Komt voor ten oosten van de rivier Lena.[6]
- Urocitellus parryii lyratus - Komt voor op het eiland St. Lawrence.[5]
- Urocitellus parryii nebulicola - Komt voor op de Shumagineilanden.[5]
- Urocitellus parryii osgoodi - Komt voor in het oosten van Alaska, ten zuiden van het Arctisch Nationaal Wildreservaat in het stroomdal van de rivier Yukon.[5]
- Urocitellus parryii parryii - Komt voor in arctisch Canada.[5]
- Urocitellus parryii plesius - Komt voor in Centraal-Alaska en Noordwest-Canada.[5]
- Urocitellus parryii stejnegeri - Komt voor op het Kamtsjatkaschiereiland.[7]

## Winterslaap
De arctische grondeekhoorn overwintert van begin augustus tot eind april voor volwassen vrouwtjes en van eind september tot begin april voor volwassen mannetjes, waarna zijn lichaamstemperatuur daalt van 37 °C  tot -3 °C. Tijdens de winterslaap bereikt de kerntemperatuur van het lichaam temperaturen tot -2,9 °C en de hartslag daalt tot ongeveer één slag per minuut. Bloedtemperaturen gaan onder nul. De beste theorie waarom het bloed van de eekhoorn niet bevriest, is dat het dier in staat is zijn lichaam te reinigen van ijskiemvormers die nodig zijn voor de ontwikkeling van ijskristallen.
Bij afwezigheid van ijskiemvormers kunnen lichaamsvloeistoffen in onderkoelde toestand vloeibaar blijven. Dit proces wordt bestudeerd in de hoop dat het mechanisme dat aanwezig is in arctische grondeekhoorns kan leiden tot een beter behoud van menselijke organen voor transplantatie. De verbindingen tussen hersencellen gaan ook teloor in deze toestand. De schade zou de dood tot gevolg moeten hebben, maar onderzoek naar verwante soorten laat zien dat deze verbindingen na het ontwaken weer aangroeien. In de warmere maanden is de eekhoorn overdag actief.

## Afbeeldingen

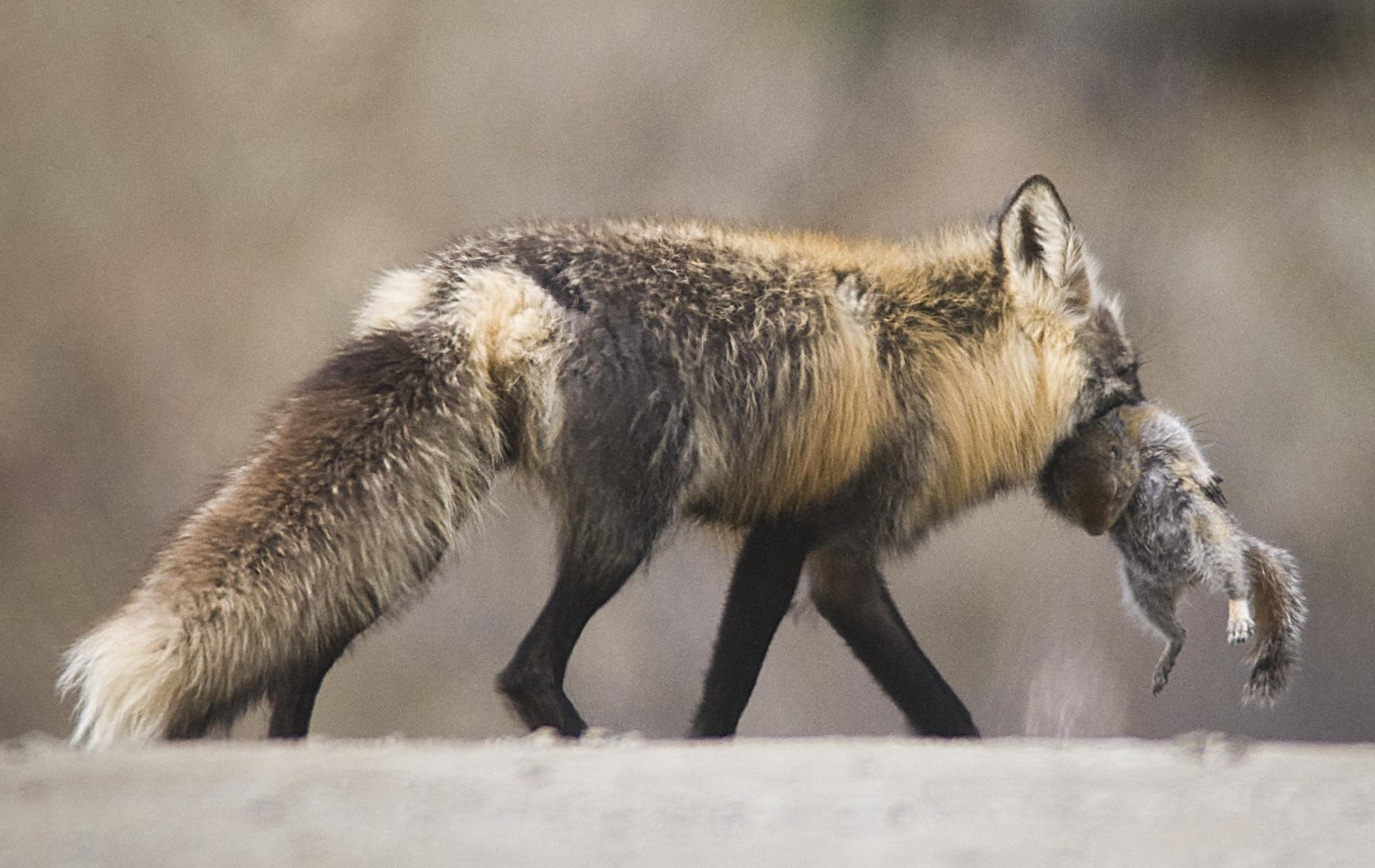
Een vos (Vulpes vulpes) met een buitgemaakte arctische grondeekhoorn.
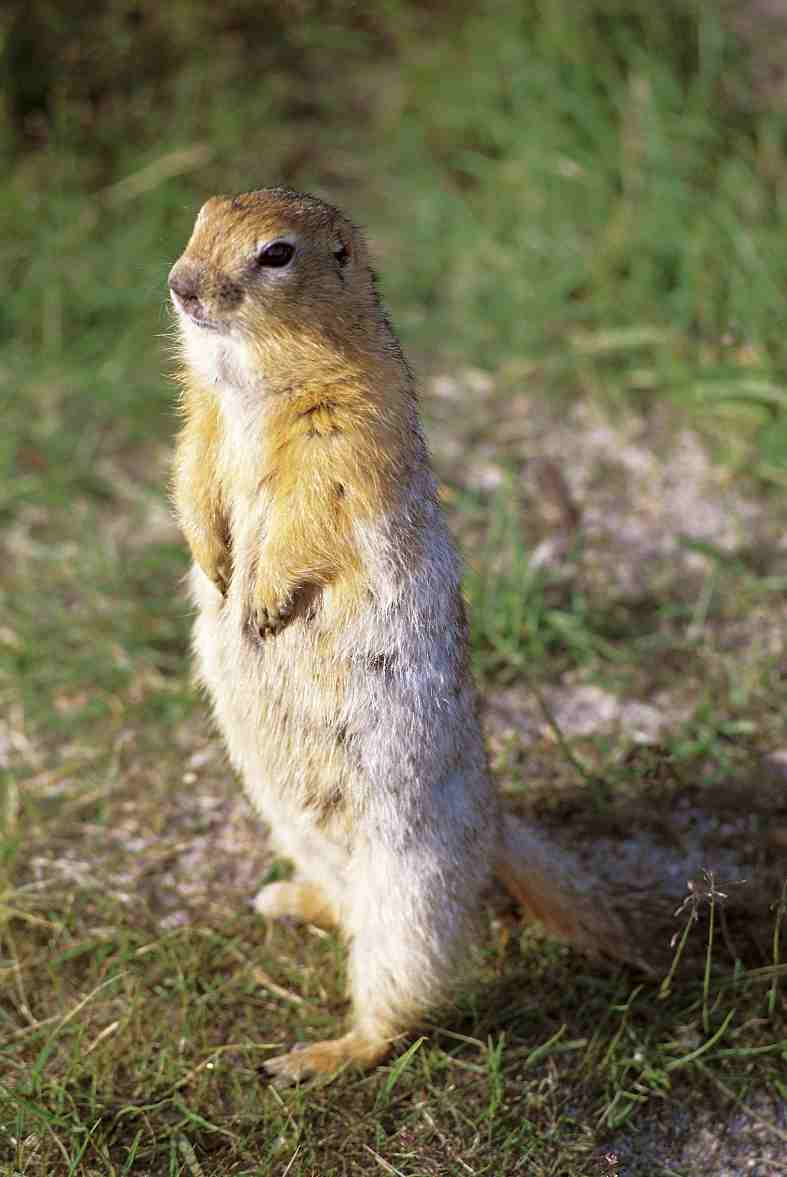
Een waakzame arctische grondeekhoorn.
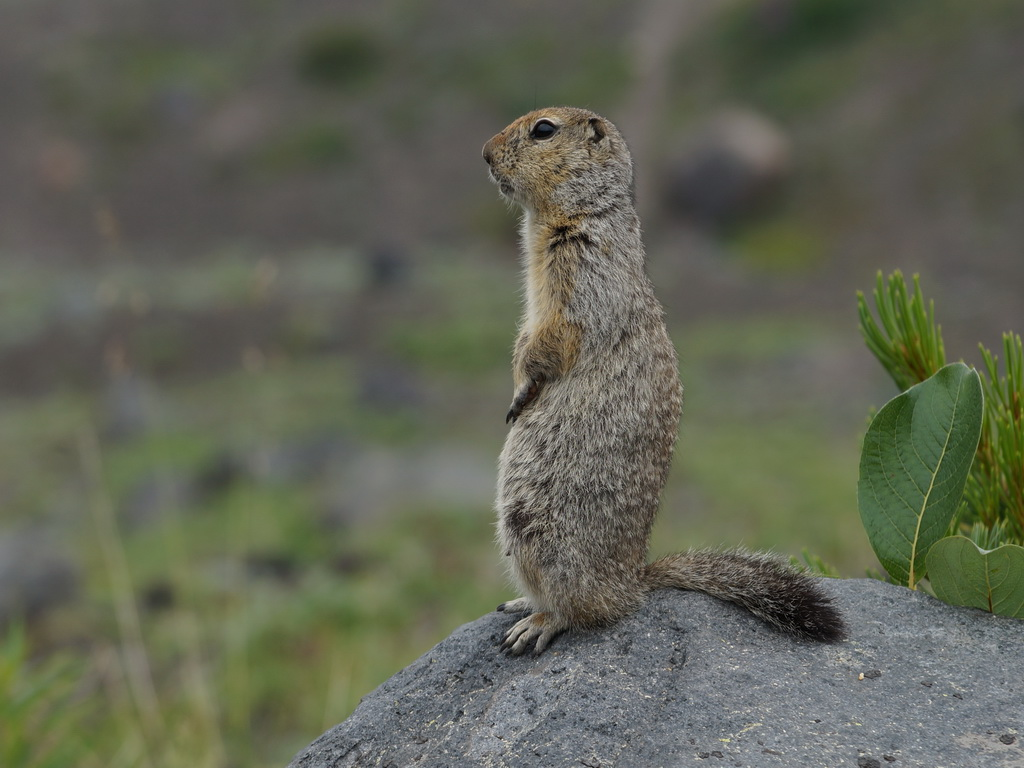
Een arctische grondeekhoorn aan de voet van de Avatsjinskaja Sopka, Kamtsjatka.
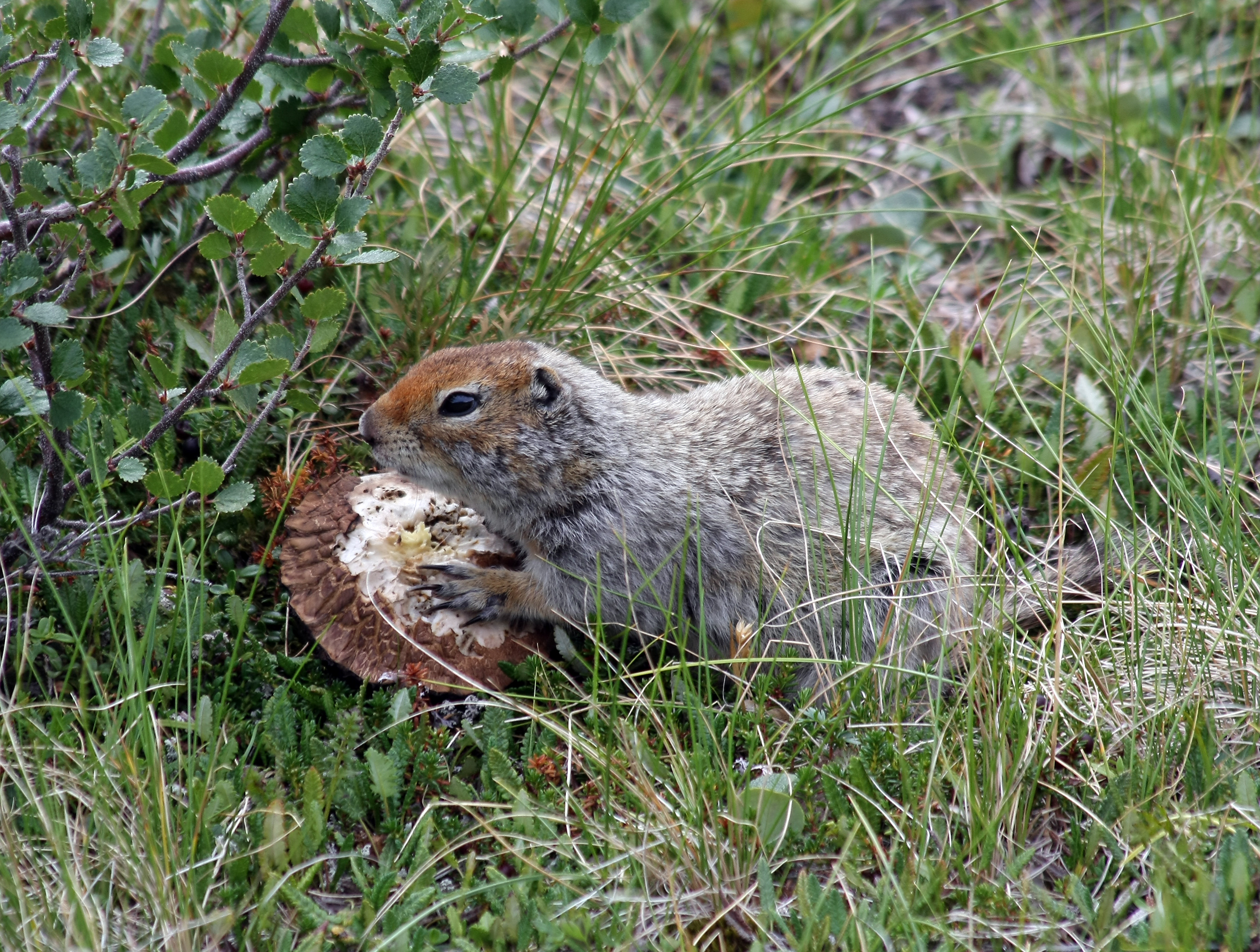
Een paddenstoel etende arctische grondeekhoorn.
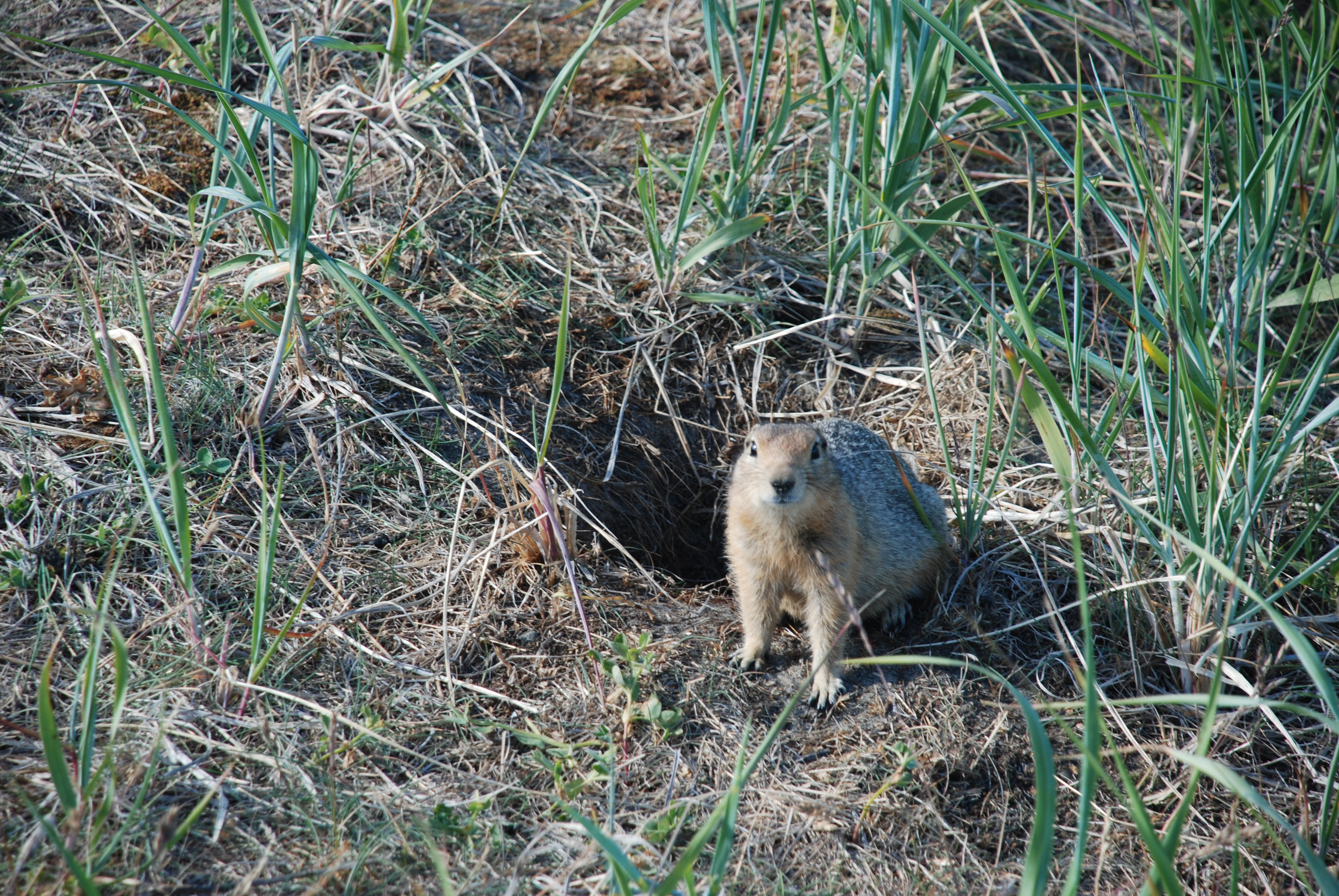
Nabij een tunnel in het Nationaal Reservaat Beringlandbrug, Alaska.